# Ahaggar
Das Ahaggar (auch der Hoggar, arabisch جبال هقار, DMG Ǧibāl Haqqār, tamazight ⵉⴷⵓⵔⴰⵔ ⵏ ⴰⵀⴰⴳⴳⴰⵔ Idurar n Ahaggar) ist ein Gebirge vulkanischen Ursprungs im Süden Algeriens. Zum größten Teil liegt das Ahaggar in Algerien, umfasst aber auch Teile des Niger im Süden.

## Natur und Kultur
Sein höchster Berg (2908 m) ist der Tahat im Atakor-Vulkanfeld. Das Ahaggar ist bekannt für seine bizarren Felslandschaften, wobei es sich bezüglich seiner markanten Erhebungen um erodierte Vulkanschlote handelt. Das Ahaggar liegt auf Höhe des nördlichen Wendekreises, etwa 1500 km südlich der algerischen Hauptstadt Algier. Seine Fläche umfasst mit 543.900 km² etwa die Größe Frankreichs. Das Gebiet wird überwiegend von Tuareg bewohnt. Die größte Oase der Ahaggarregion ist Tamanrasset. Weitere bewohnte Oasen sind Ideles, Hirhafok, In Ekker und Tit.

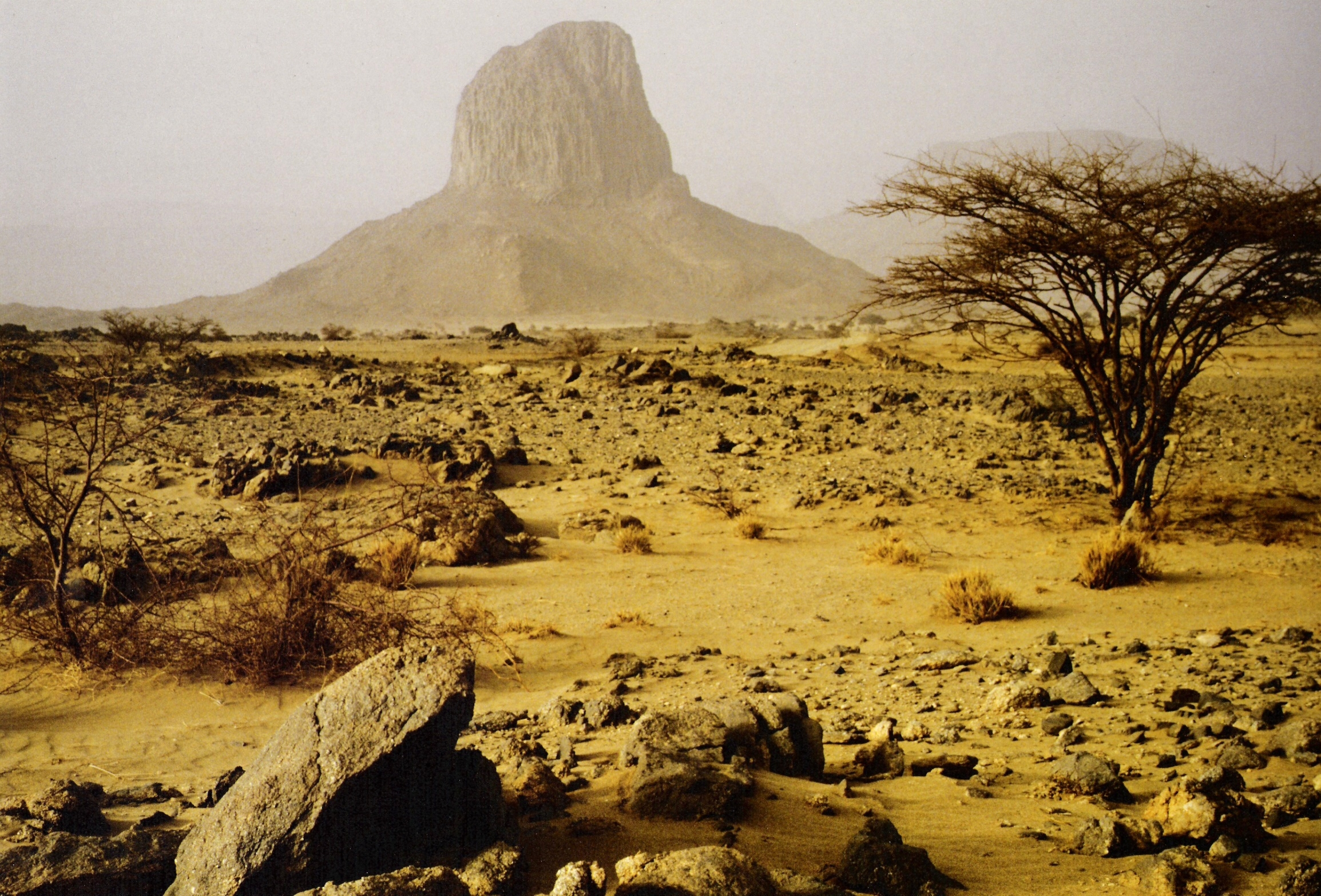
Iharen, Phonolith bei Tamanrasset

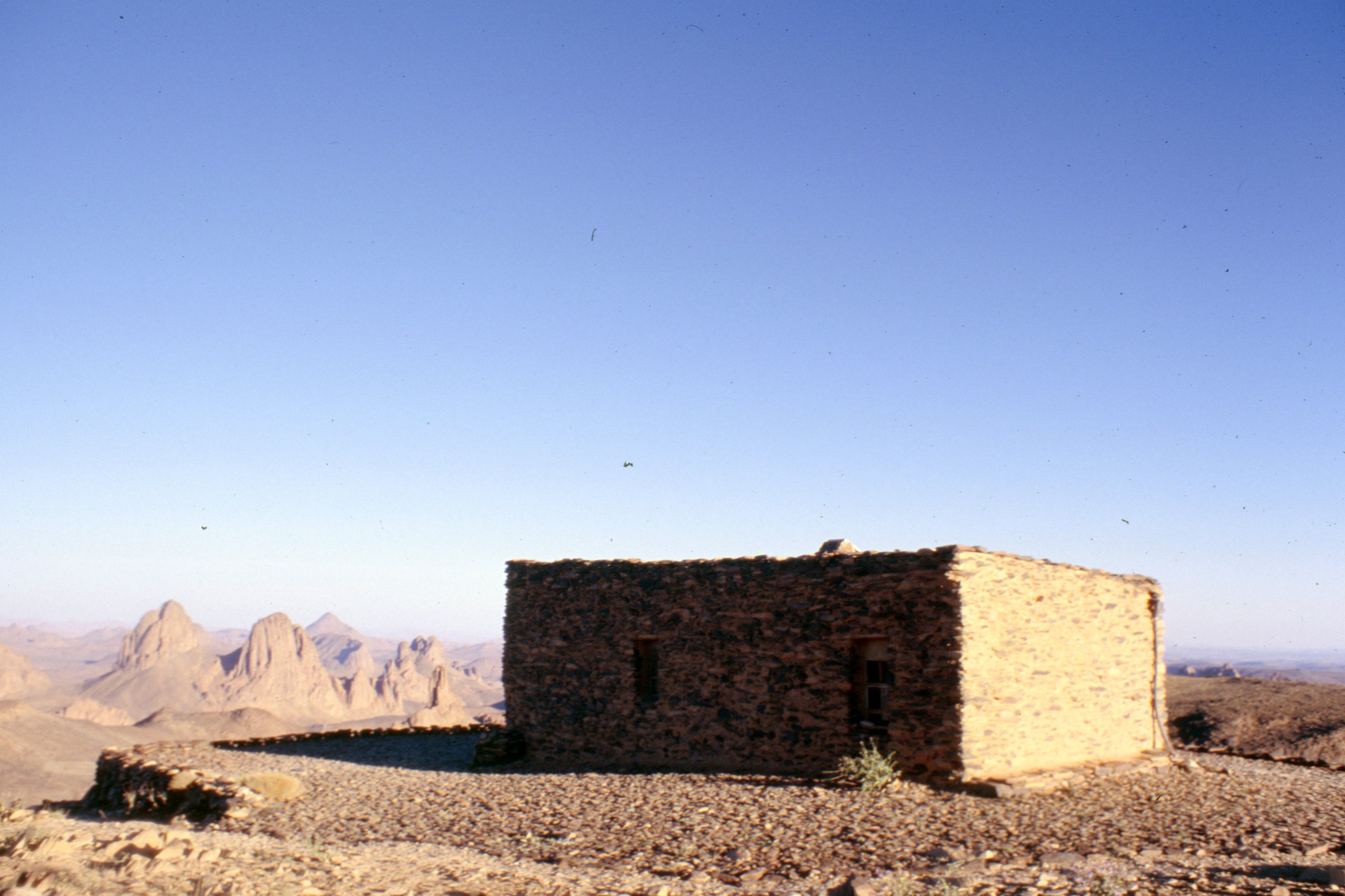
Einsiedelei des Charles Foucauld, 1911 erbaut auf dem Assekrem (2780 m)

Der Gipfel des Berges Assekrem ist ein besonders häufig besuchter Ort, da dort Charles de Foucauld 1911 eine Einsiedelei errichtet hat.
In den 1960er Jahren war In Ekker Kernwaffentest-Gelände des französischen Atomwaffenprogramms in Algerien. Radioaktiver Fallout kontaminierte das Gelände und weite Landstriche.

## Klima und Vegetation

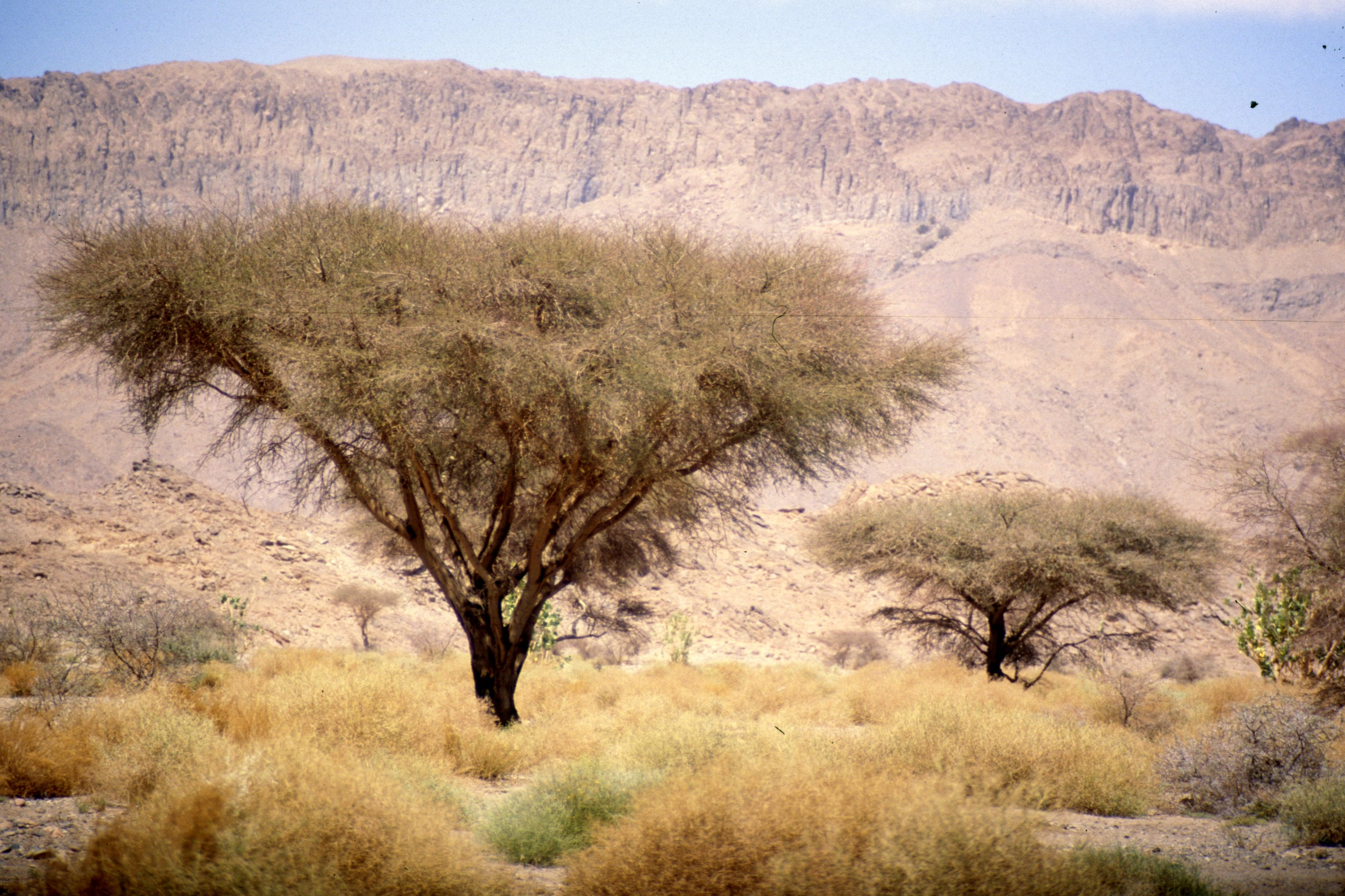
Savannenartige Wüste bei Tamanrasset

Das Ahaggar-Gebirge liegt in der Ökozone der Tropisch/subtropischen Trockengebiete und ist zudem aufgrund des großen Abstandes zur Küste kontinental. Dies führt zu einem extrem trockenen vollariden Wüstenklima mit heißen Sommern und kalten Wintern, das durch die Höhenlage noch verstärkt wird. Dennoch führt selbst hier der negative atmosphärische Temperaturgradient höhenwärts pro 100 Meter zu 0,5 bis 0,8 °C kälteren Temperaturen und damit zur Kondensation aufsteigender Luftmassen. Während es auf 1400 Metern an rund 39 Tagen unter 0 °C kalt wird, sind es auf 2700 Meter bereits 114 Tage im Jahr. In der Gipfelregion kommen Temperaturen bis unter −5 °C vor. Die Unterschiede der Niederschlagsmengen sind im Vergleich zur Ebene nur geringfügig, da die Luft meistens fast kein Wasser enthält. So fällt Regen allenfalls sporadisch und stellt eine Seltenheit dar. Gleichwohl hat sich eine Biodiversität ausgebildet, die es vermochte, eine kaum erhalten gebliebene Artenvielfalt zu fördern.
Aus der Literatur lässt sich folgende Höhenzonierung zusammenstellen:
| Höhenstufe         | von         | bis         | Jahresniederschlag | Vegetation                                                                         |
| ------------------ | ----------- | ----------- | ------------------ | ---------------------------------------------------------------------------------- |
| alpin              | 2700 m      | ~3000 m     | 150–200 mm         | kalte Gebirgswüste                                                                 |
| hoch saharo-montan | 2100/2300 m | 2700 m      | 125–150 mm         | Gebirgssteppen-Wüste mit xeromorphen Sträuchern und Bäumen an günstigen Standorten |
| tief saharo-montan | 1700 m      | 2100/2300 m | 100–125 mm         | Gebirgssteppen-Wüste                                                               |
| saharo-mediterran  | 500/1000 m  | 1700 m      | 25–100 mm          | „Savannen“-Wüste mit vereinzelten Gehölzen                                         |
| saharo-tropisch    | 120 m       | 500/1000 m  | 10–25 mm           | Heiße Vollwüste                                                                    |

## Fauna
Etwas nördlich des Ahaggar in den Teffedest-Bergen überlebte bis in das 20. Jahrhundert der in diversen Felsgravuren auftretende afrikanische Wildhund. Er scheint allerdings mittlerweile in dieser Region ausgerottet zu sein. Äußerst selten sind noch Geparden anzutreffen.

## Kulturelle Bedeutung

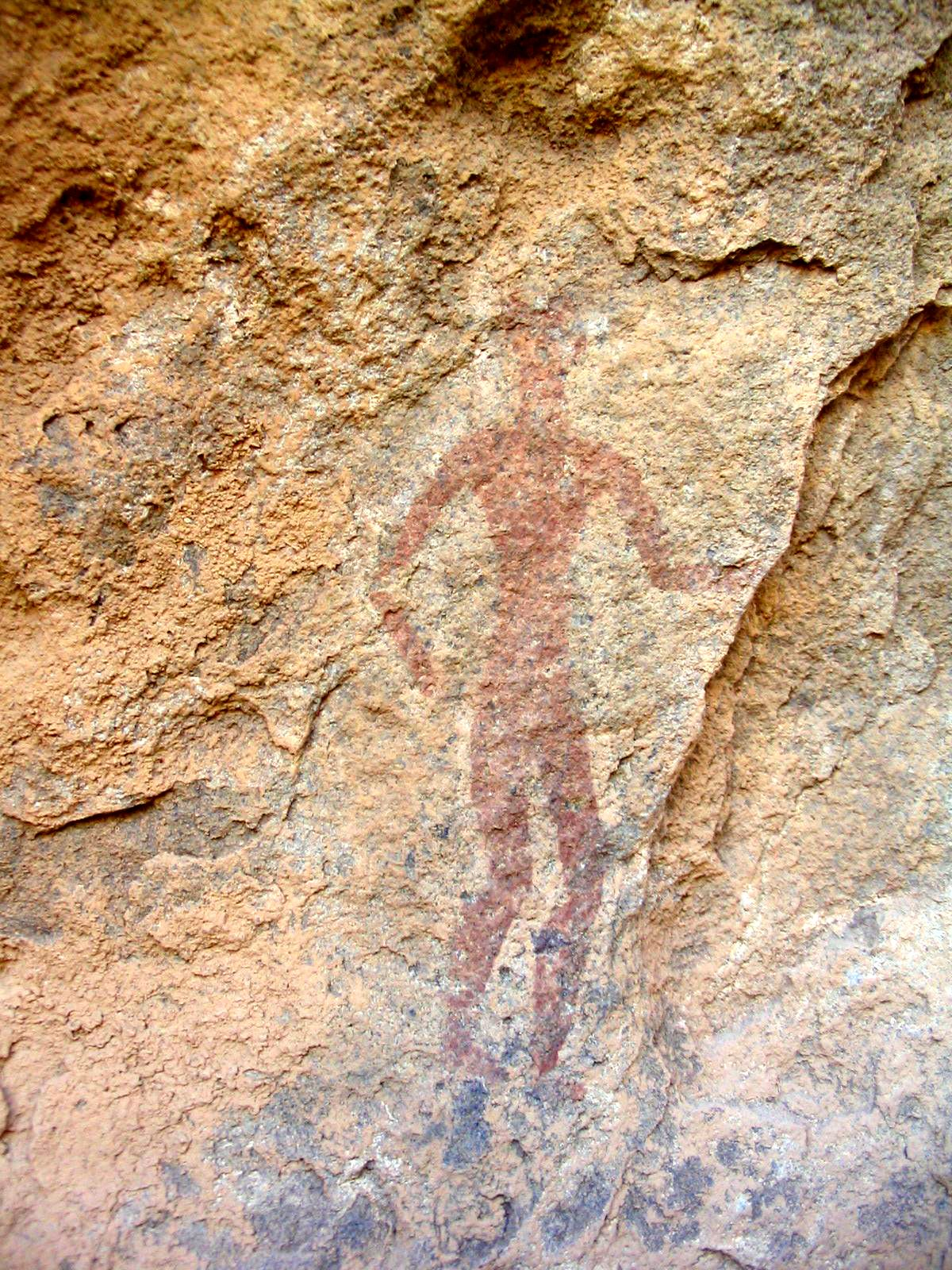
Felszeichnung des Ahaggar, einen Mann darstellend

Aus dem Ahaggar sind zahlreiche Felsbilder bekannt. Archäologische Fundstellen belegen die Besiedlung seit dem Paläolithikum. Es sind Felsmalereien und -gravuren erhalten, die darauf hindeuten, dass prähistorische Ansiedlungen bereits um 6000 v. Chr. vorhanden waren. Das Ahaggar-Massiv ist insbesondere der Lebensraum der Kel Ahaggar. Das Grab von Tin Hinan, einer Vorfahrin der Tuareg am Abalessa liegt in der Nähe von Tamanrasset. Sie war die mythische Ahnin und die erste Königin der Ahaggar-Tuareg und gründete in der Region die Gemeinschaft der Kel Ahaggar.

## Umfeld
Das Ahaggargebirge besteht vornehmlich aus Bergen vulkanischen Ursprungs. Auch in den Höhenlagen der Ahaggar-Region sind nur Trockentäler zu finden. Eines von ihnen ist dem Wadi Igharghar zuzuordnen. Heute bildet die Region einen Nationalpark in Algerien.